# Guercheville
Guercheville est une commune française située dans le département de Seine-et-Marne, en région Île-de-France.
En 2022, elle compte 272 habitants.

## Géographie

### Localisation

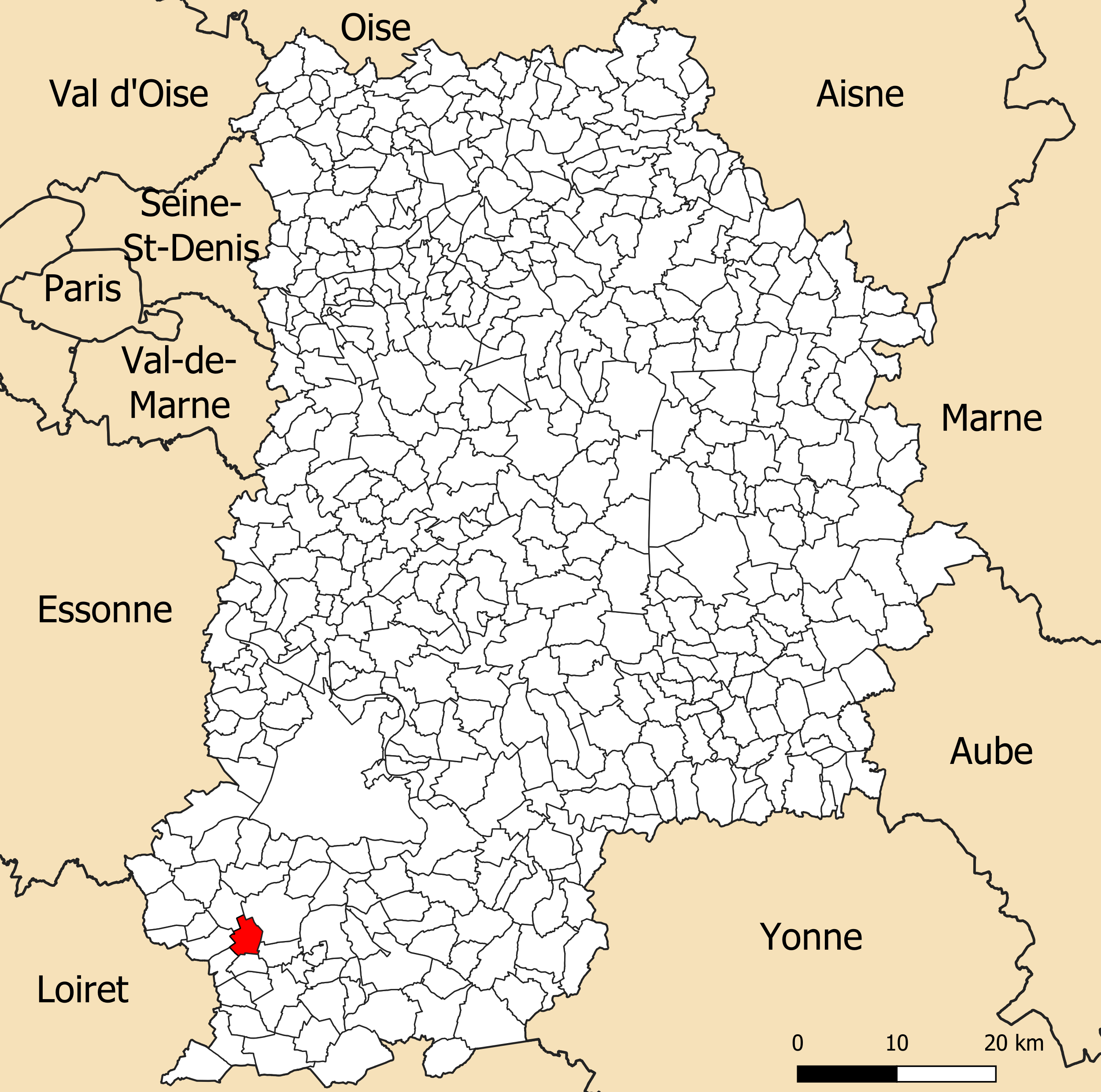
Localisation de Guercheville dans le département de Seine-et-Marne.

La commune de Guercheville se trouve dans le département de Seine-et-Marne, en région Île-de-France. Elle fait partie du parc naturel régional du Gâtinais français.
Elle se situe à 36,36 km par la route de Melun, préfecture du département et à 21,47 km de Fontainebleau, sous-préfecture. La commune fait en outre partie du bassin de vie de La Chapelle-la-Reine.

### Communes limitrophes

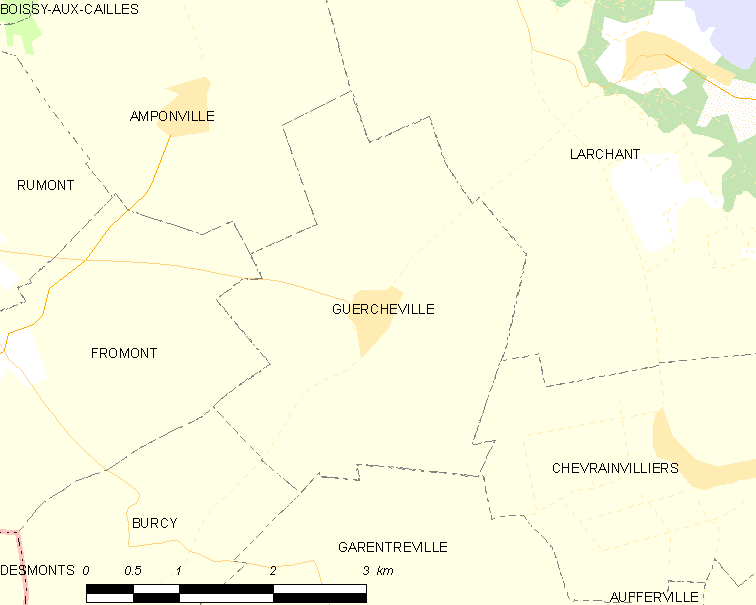
Carte des communes limitrophes de Guercheville.

Les communes les plus proches sont : 
Garentreville (2,6 km), Amponville (3,0 km), Burcy (3,5 km), Fromont (4,0 km), Larchant (4,0 km), Rumont (4,5 km), Chevrainvilliers (4,5 km), Obsonville (4,7 km).
| Amponville |               | Larchant         |
| Fromont    | Guercheville  |                  |
| Burcy      | Garentreville | Chevrainvilliers |

### Géologie et relief
La commune est située sur un plateau dont l'altitude varie entre 110 et 120 mètres. La topographie est donc relativement plane, avec de légères ondulations. En l'absence de tout bois ou bosquet, la vue s'étend jusqu'aux villages voisins ; à l'ouest et au sud-ouest, l'horizon est marqué par les buttes de Rumont, Fromont et Burcy.
Le territoire de la commune se situe dans le sud du Bassin parisien, plus précisément au nord de la région naturelle du Gâtinais.
Géologiquement intégré au bassin parisien, qui est une région géologique sédimentaire, l'ensemble des terrains affleurants de la commune sont issus de l'ère géologique Cénozoïque (des périodes géologiques s'étageant du Paléogène au Quaternaire),.

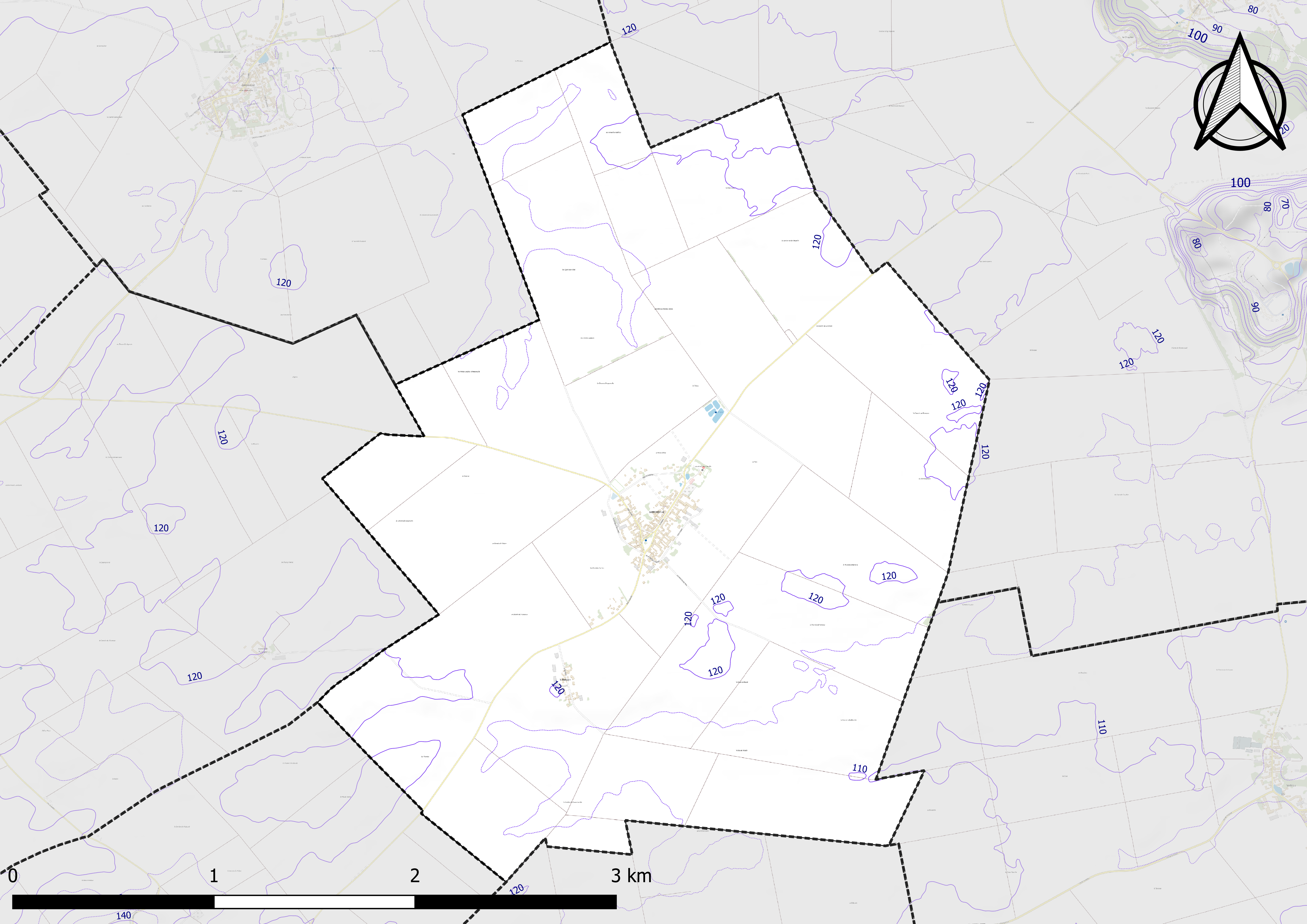
Carte du relief de Guercheville.
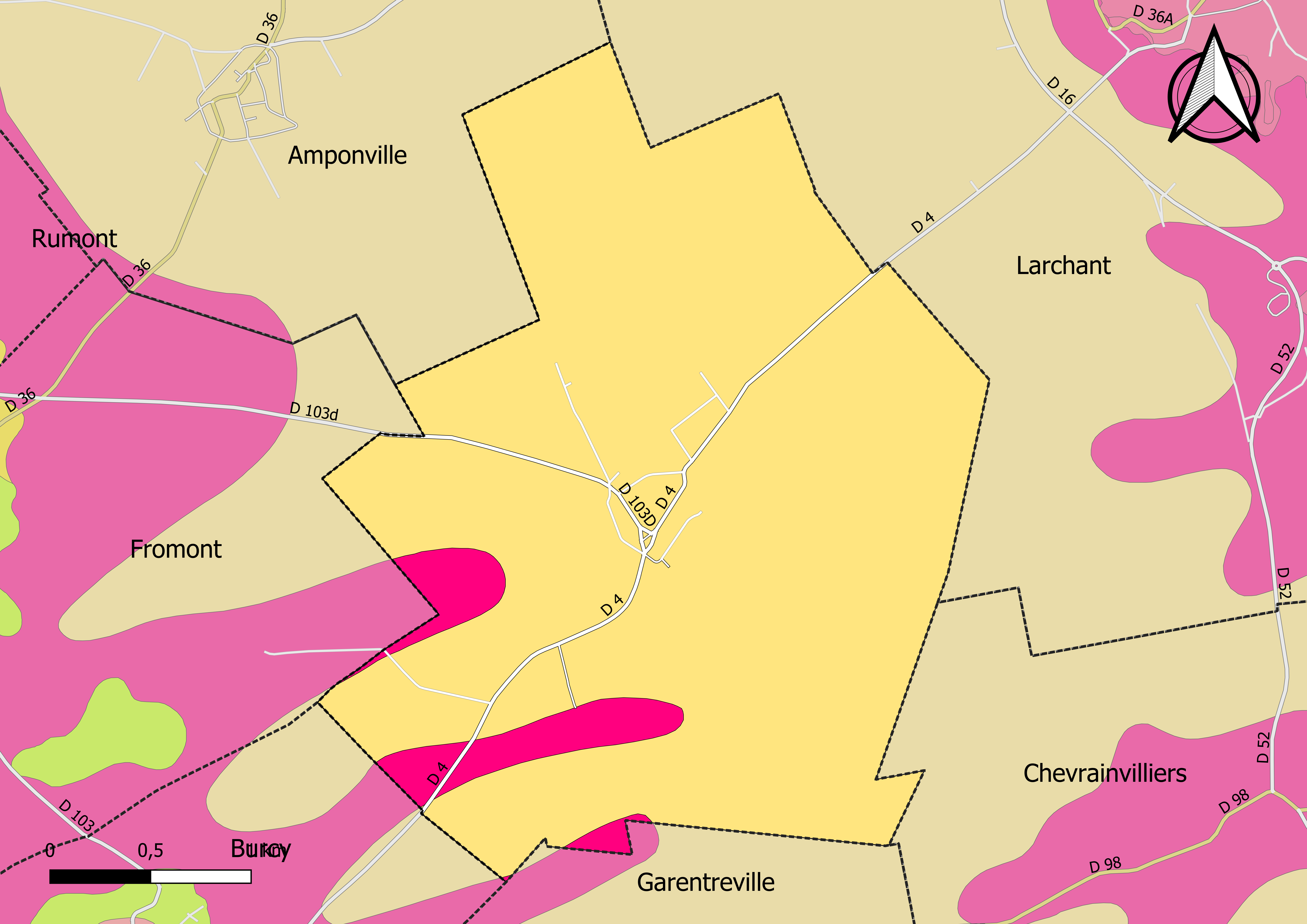
Carte géologique vectorisée et harmonisée de Guercheville.

|  | LP : | Limon des plateaux de composition argilo-marneuse. |

|  | g1CE : | Calcaire d'Étampes, meulières, marnes, calcaires du Gâtinais. |

Guercheville est classée en zone de sismicité 1, correspondant à une sismicité très faible.

### Hydrographie
La commune n’est traversée par aucun cours d'eau.

### Climat
Pour des articles plus généraux, voir Climat de l'Île-de-France et Climat de Seine-et-Marne.
En 2010, le climat de la commune est de type climat océanique dégradé des plaines du Centre et du Nord, selon une étude du CNRS s'appuyant sur une série de données couvrant la période 1971-2000. En 2020, Météo-France publie une typologie des climats de la France métropolitaine dans laquelle la commune est exposée à un climat océanique altéré et est dans la région climatique Sud-ouest du bassin Parisien, caractérisée par une faible pluviométrie, notamment au printemps (120 à 150 mm) et un hiver froid (3,5 °C).
Pour la période 1971-2000, la température annuelle moyenne est de 10,8 °C, avec une amplitude thermique annuelle de 15,5 °C. Le cumul annuel moyen de précipitations est de 664 mm, avec 10,9 jours de précipitations en janvier et 7,3 jours en juillet. Pour la période 1991-2020, la température moyenne annuelle observée sur la station météorologique la plus proche, située sur la commune de Saint-Pierre-lès-Nemours à 9 km à vol d'oiseau, est de 11,4 °C et le cumul annuel moyen de précipitations est de 697,6 mm,. Pour l'avenir, les paramètres climatiques de la commune estimés pour 2050 selon différents scénarios d'émission de gaz à effet de serre sont consultables sur un site dédié publié par Météo-France en novembre 2022.

### Milieux naturels et biodiversité

#### Espaces protégés
La protection réglementaire est le mode d’intervention le plus fort pour préserver des espaces naturels remarquables et leur biodiversité associée,.
Dans ce cadre, la commune fait partie d'un espace protégé, le Parc naturel régional du Gâtinais français, créé en 1999 et d'une superficie de 75 567 ha. D’une grande richesse en termes d’habitats naturels, de flore et de faune, il est un maillon essentiel de l’Arc sud-francilien des continuités écologiques (notamment pour les espaces naturels ouverts et la circulation de la grande faune),.
Un autre espace protégé est présent sur la commune : la zone de transition de la réserve de biosphère « Fontainebleau et Gâtinais », créée en 1998 et d'une superficie totale de 150 544 ha (95 595 ha pour la zone de transition). Cette réserve de biosphère, d'une grande biodiversité, comprend trois grands ensembles : une grande moitié ouest à dominante agricole, l’emblématique forêt de Fontainebleau au centre, et le Val de Seine à l’est. La structure de coordination est l'Association de la Réserve de biosphère de Fontainebleau et du Gâtinais, qui comprend un conseil scientifique et un Conseil Education, unique parmi les Réserves de biosphère françaises,.

## Urbanisme

### Typologie
Au 1er janvier 2024, Guercheville est catégorisée commune rurale à habitat dispersé, selon la nouvelle grille communale de densité à sept niveaux définie par l'Insee en 2022.
Elle est située hors unité urbaine. Par ailleurs la commune fait partie de l'aire d'attraction de Paris, dont elle est une commune de la couronne,. Cette aire regroupe 1 929 communes,.

### Occupation des sols
L'occupation des sols de la commune, telle qu'elle ressort de la base de données européenne d’occupation biophysique des sols Corine Land Cover (CLC), est marquée par l'importance des territoires agricoles (97,2 % en 2018), une proportion sensiblement équivalente à celle de 1990 (97,3 %). La répartition détaillée en 2018 est la suivante : 
terres arables (97,18 %), 
zones urbanisées (2,82 %).
| Type d’occupation | 1990      | 1990    | 2018      | 2018    | Bilan    |
| --- | --------- | ------- | --------- | ------- | -------- |
| Territoires artificialisés (zones urbanisées, zones industrielles ou commerciales et réseaux de communication, mines, décharges et chantiers, espaces verts artificialisés ou non agricoles) | 25,09 ha  | 2,73 %  | 25,94 ha  | 2,82 %  | 0,85 ha  |
| Territoires agricoles (terres arables, cultures permanentes, prairies, zones agricoles hétérogènes)                                                                                          | 894,71 ha | 97,27 % | 893,86 ha | 97,18 % | −0,85 ha |
| Forêts et milieux semi-naturels (forêts, milieux à végétation arbustive et/ou herbacée, espaces ouverts sans ou avec peu de végétation)                                                      | 0,00 ha   | 0,00 %  | 0,00 ha   | 0,00 %  | 0 ha     |

Parallèlement, L'Institut Paris Région, agence d'urbanisme de la région Île-de-France, a mis en place un inventaire numérique de l'occupation du sol de l'Île-de-France, dénommé le MOS (Mode d'occupation du sol), actualisé régulièrement depuis sa première édition en 1982. Réalisé à partir de photos aériennes, le Mos distingue les espaces naturels, agricoles et forestiers mais aussi les espaces urbains (habitat, infrastructures, équipements, activités économiques, etc.) selon une classification pouvant aller jusqu'à 81 postes, différente de celle de Corine Land Cover,,. L'Institut met également à disposition des outils permettant de visualiser par photo aérienne l'évolution de l'occupation des sols de la commune entre 1949 et 2018.

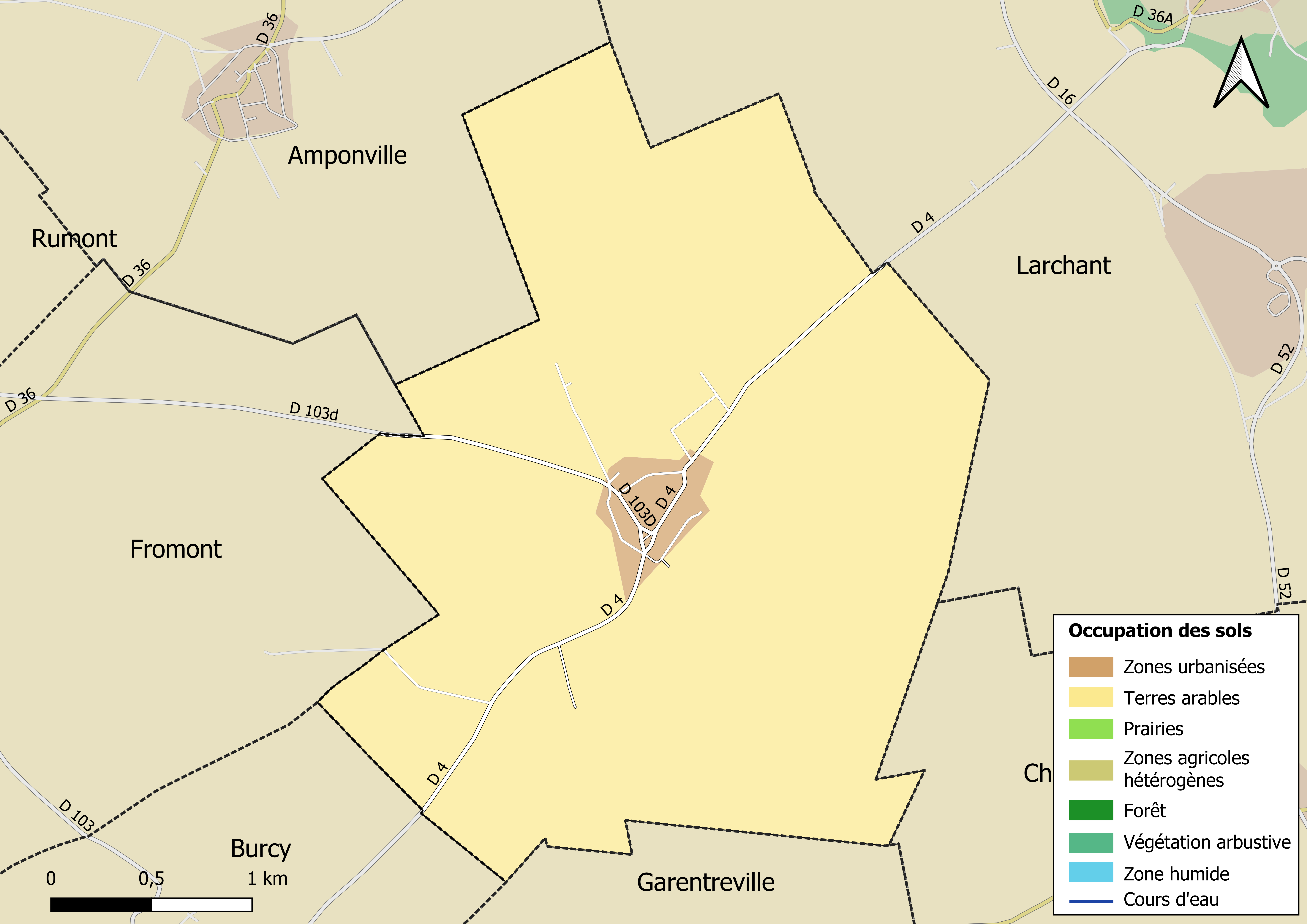
Carte des infrastructures et de l'occupation des sols en 2018 (CLC) de la commune.
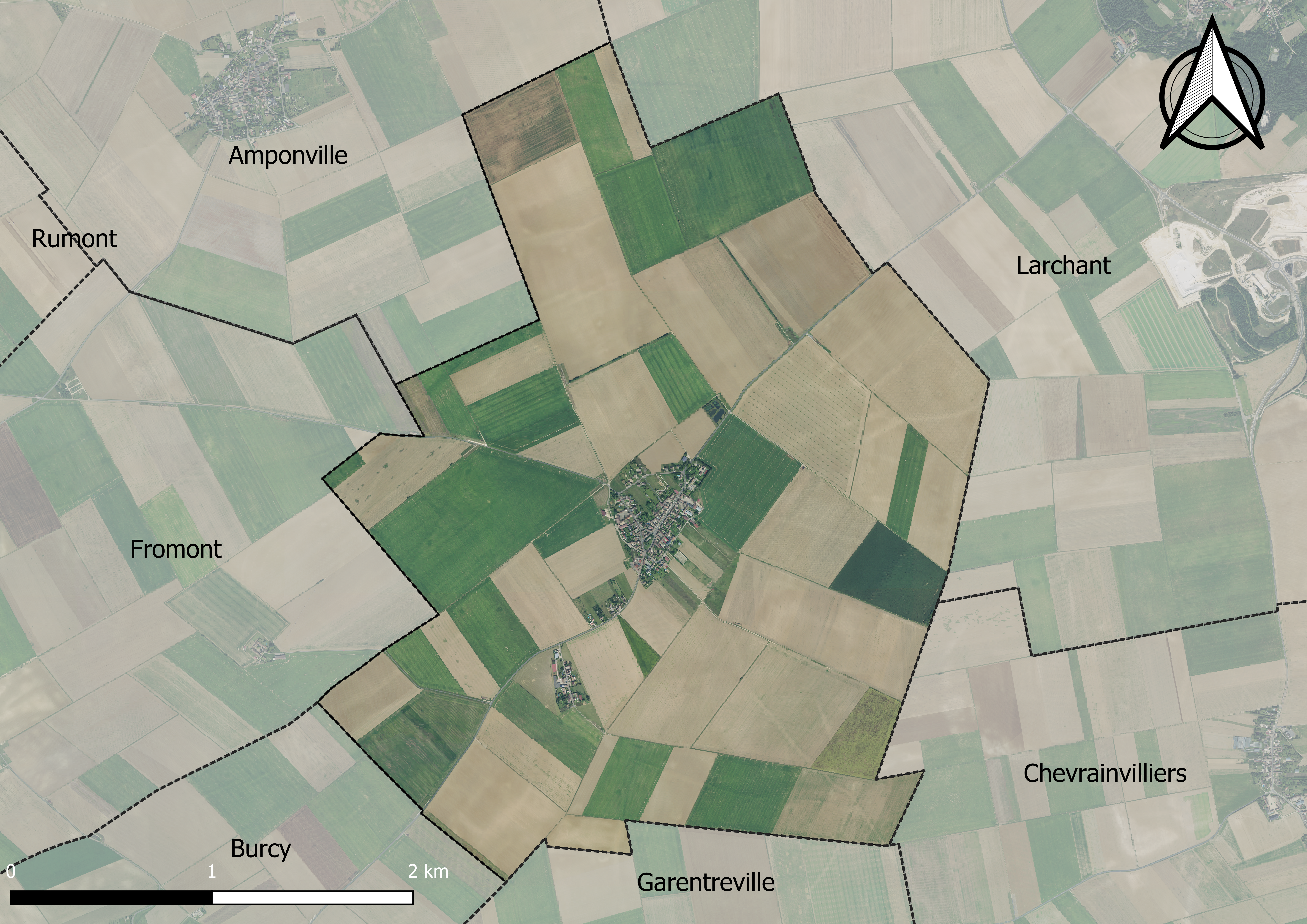
Carte orhophotogrammétrique de la commune.

### Planification
La loi SRU du 13 décembre 2000 a incité les communes à se regrouper au sein d’un établissement public, pour déterminer les partis d’aménagement de l’espace au sein d’un SCoT, un document d’orientation stratégique des politiques publiques à une grande échelle et à un horizon de 20 ans et s'imposant aux documents d'urbanisme locaux, les PLU (Plan local d'urbanisme). La commune est dans le territoire du SCOT Nemours Gâtinais, approuvé le 5 juin 2015 et porté par le syndicat mixte d’études et de programmation (SMEP) Nemours-Gâtinais.
La commune disposait en 2019 d'un plan local d'urbanisme en révision. Le zonage réglementaire et le règlement associé peuvent être consultés sur le Géoportail de l'urbanisme.

### Lieux-dits et écarts

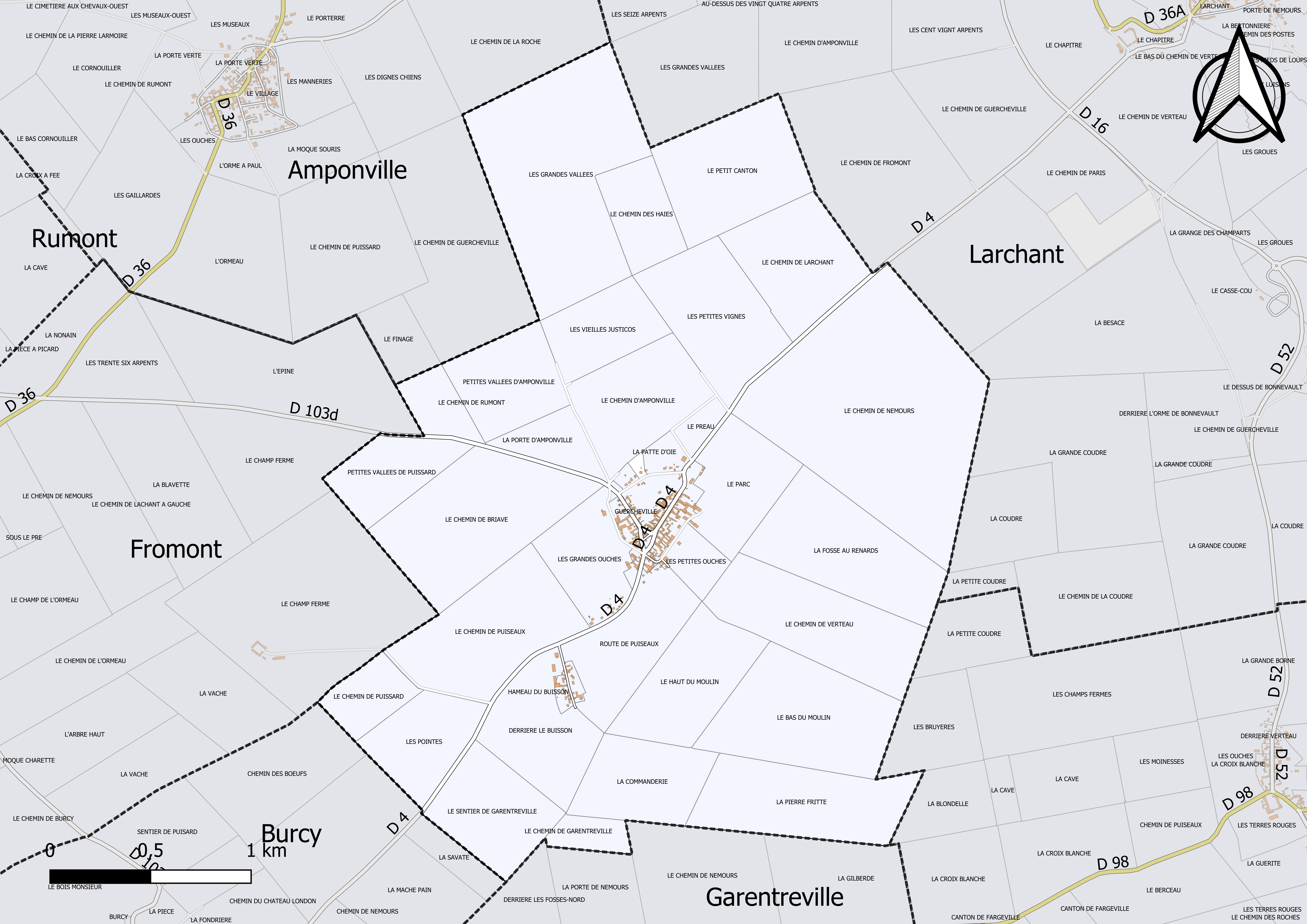
Carte du cadastre de la commune de Guercheville.

La commune compte 44 lieux-dits administratifs répertoriés consultables ici (source : le fichier Fantoir).
Guercheville est formé de deux parties distinctes qui tendent à se rapprocher avec les nouvelles constructions : le bourg, implanté au centre du territoire  et le Buisson (hameau).

### Logement
En 2017, le nombre total de logements dans la commune était de 126 dont 99,2 % de maisons et 0,8 % d'appartements.
Parmi ces logements, 81,1 % étaient des résidences principales, 7,9 % des résidences secondaires et 11 % des logements vacants.
La part des ménages fiscaux propriétaires de leur résidence principale s'élevait à 87,6 % contre 10,5 % de locataires et 1,9 % logés gratuitement.

### Voies de communication et transports

#### Voies de communication

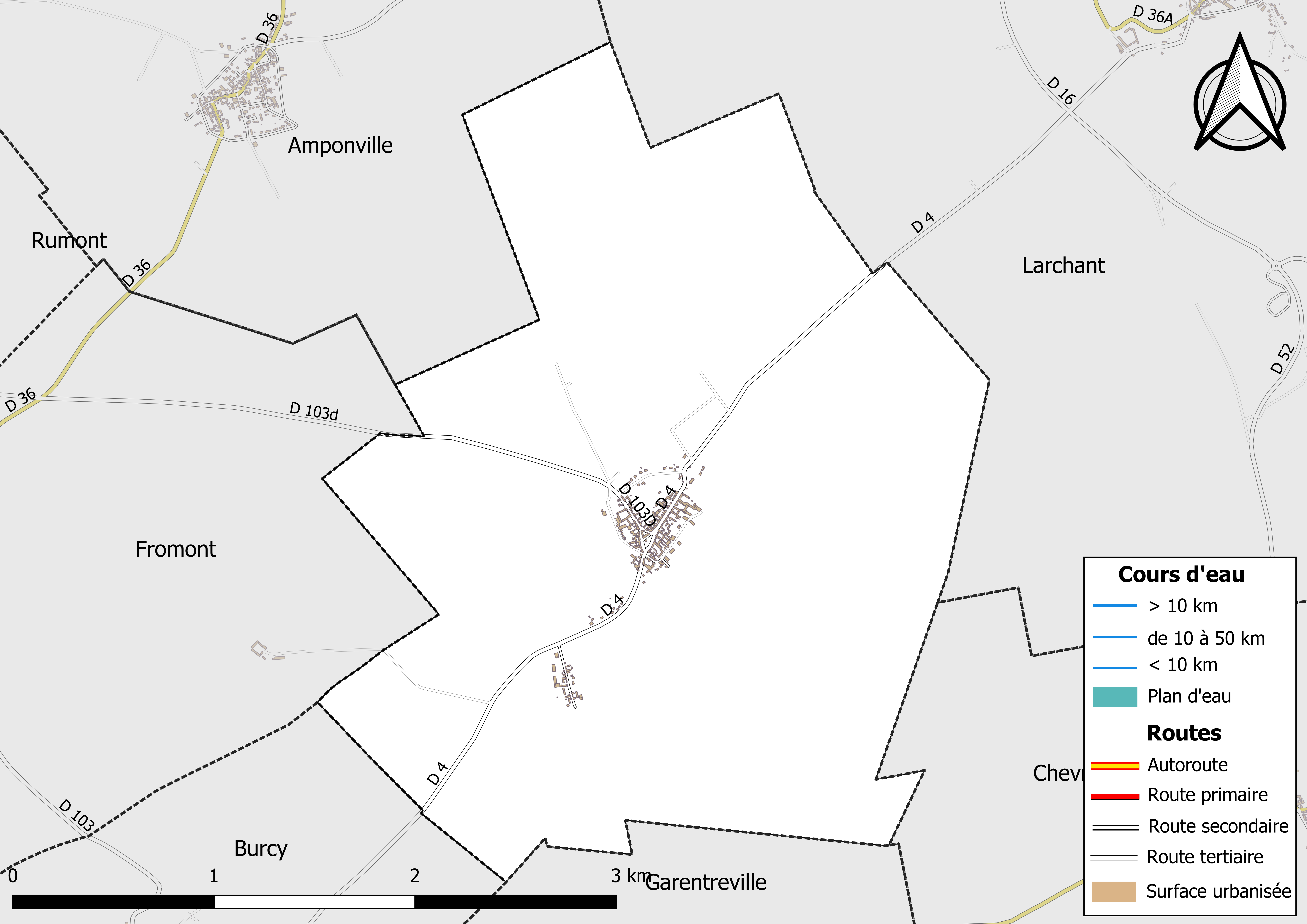
Carte des réseaux hydrographique et routier de Guercheville.

Deux routes départementales relient Guercheville aux communes voisines :
- la D 4, à Larchant, au nord-est ; et à Burcy, au sud-ouest ;
- la D 103d, à Fromont, à l'ouest.

#### Transports
Les gares ferroviaires les plus proches sont :
- la gare de Malesherbes, située à environ 14,6 kilomètres, qui est desservie par des trains de la ligne D du RER, dont elle constitue un terminus ;
- la gare de Nemours - Saint-Pierre, située à environ 11,9 kilomètres, qui est desservie par des trains de la ligne R du Transilien et par des trains TER.

La commune est desservie par deux lignes d'autocars :
- la ligne no 4006 du réseau de bus Vallée du Loing - Nemours, reliant La Chapelle-la-Reine à Garentreville ;
- la ligne no 4008 du réseau de bus Vallée du Fontainebleau - Moret, reliant La Chapelle-la-Reine à Ury.

## Toponymie
Le nom de la localité est mentionné sous les formes Guicheriovilla vers 1080 ; Guichervilla en 1193 ; Guerchevilla en 1197 ; Guichiervilla en 1270 ; Guichieville en 1276 ; Guircheville en 1295 ; Guerzeville en 1300 ; Guichierville en 1346 ; Guecherville en 1369 ; Guercheville en Gastinois en 1384 ; Guarcheville en 1488 et en 1503 ; Garcheville en Gastinois, en 1546 ; Guercheville en Gàtinais en 1607.

## Histoire

### De l’Antiquité au Moyen Âge
Le territoire de Guercheville est occupé par l'homme depuis la préhistoire.
Il existait un menhir nommé la Pierre frite (synonyme de Pierre fichée), situé au chemin d'Aufferville, au sud-est du Buisson, en limite de la commune ; on y faisait à proximité, le feu de la Saint-Jean. Il a disparu au début du XXe siècle.
Sous l'Ancien Régime, le village de Guercheville et le hameau du Buisson constituaient des seigneuries différentes.
Les premiers seigneurs de Guercheville dont le nom soit connu appartiennent à la famille de Nemours.
En 1190, le roi Philippe-Auguste étant à Fontainebleau, confirme une donation faite par Philippe Ier de Nemours, en tant qu'exécuteur testamentaire de sa femme Aveline, à l'abbaye de Barbeau ; la donation consistait en une rente de 40 sous, froment et vin, à prendre chaque année à la Saint-Rémy en sa terre de Guercheville. Philippe était alors chambellan du roi.
La seigneurie de Guercheville fut transmise de père en fils, au ducs de Nemours successifs, Gauthier II, Philippe II et Gauthier III. Un fils de ce dernier, Jean, chanoine, devint seigneur de Guercheville ; à sa mort, son frère Philippe III lui succéda. On trouve encore, en 1366, un second Jean de Nemours.

### Du Moyen Âge à la Renaissance
Par la suite, la terre de Guercheville changea maintes fois de propriétaires pour échoir à Antoinette de Pons, à la mort de sa mère Marie de Montchenu, le 10 mai 1589. Antoinette était l'une des femmes les plus célèbres de son temps et par sa beauté et par sa vertu.
En janvier 1594, le roi Henri IV érigea la terre et seigneurie de Guercheville en Marquisat. En février 1594, Antoinette, qui était veuve, consentit à épouser Charles Duplessis-Liancourt. La nouvelle marquise, pour éviter toute confusion pouvant lui paraitre offensante, avec la fameuse Gabrielle d'Estrées, Dame de Liancourt, prit le nom de marquise de Guercheville qu'elle conserva et rendit célèbre.
À la mort de Madame de Guercheville, le 5 janvier 1632 à Paris, son second fils Roger Duplessis-Liancourt hérita du marquisat et le garda 25 ans ;

### De la Renaissance à la Révolution

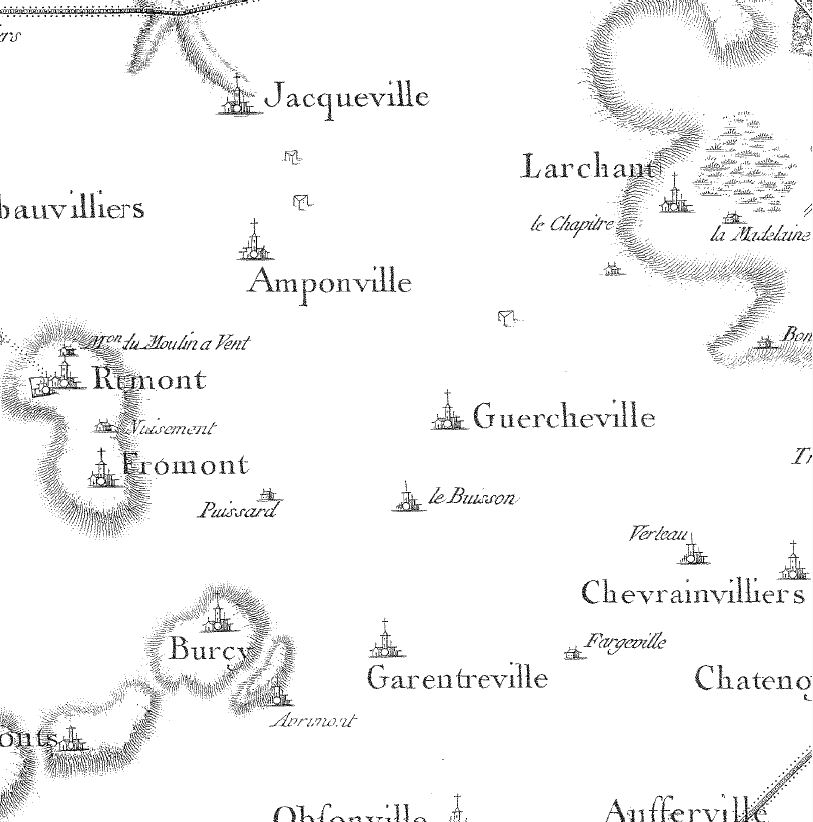
Carte de Cassini.

Roger Duplessis-Liancourt vendit le marquisat le 1er mai 1657 à Henri Duplessis-Guénégaud, marquis de Plancy qui le revendit le 9 avril 1672 à Henri-Jules de Bourbon, prince de Condé. Le marquisat resta propriété de la maison de Condé jusqu'en 1732, date à laquelle il est acheté par Jeanne-Marie-Josèphe Guyon ; il est ensuite transmis à son neveu, puis aux descendants de celui-ci.
Le dernier marquis avant la Révolution est Armand-Jacques-François Guyon qui, adoptant les idées nouvelles, sacrifia son titre et devint maire de Guercheville et administrateur du district de Nemours.
Le hameau du Buisson a appartenu à différents seigneurs, dont le commandeur de Beauvais en 1391, la famille de Rogres qui le vendit à Christophe de Harlay, seigneur de Beaumont en 1601, l'abbaye de Cercanceaux en 1676, Louis-Christian de Montmorency-Luxembourg en 1750 et enfin Charles-François-Christian de Montmorency en 1787.

## Politique et administration

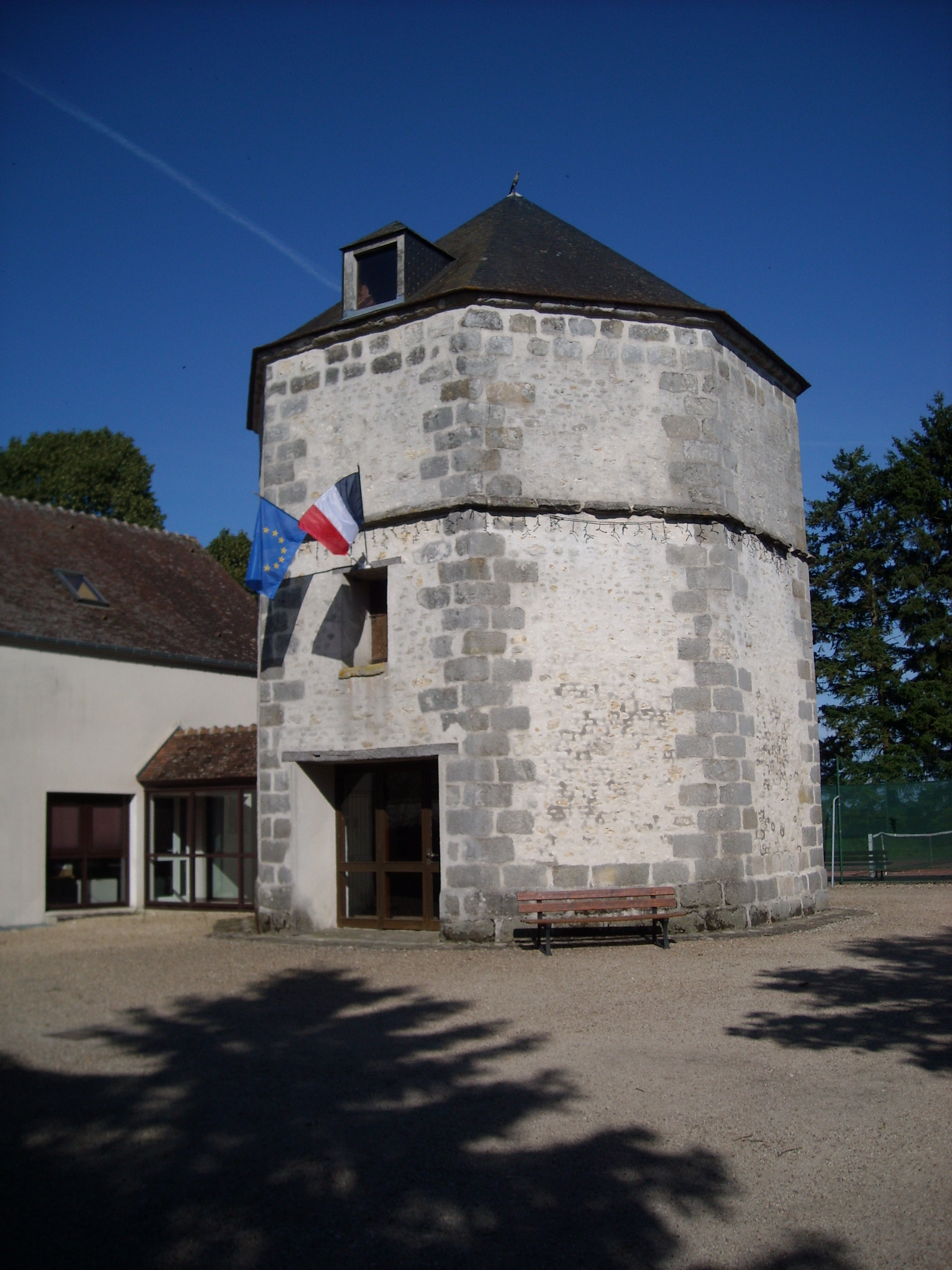
Le colombier, siège actuel de la mairie.

La commune faisait partie du canton de La Chapelle-la-Reine jusqu'en 2015.

### Liste des maires
| Période | Période      | Identité         | Étiquette | Qualité      |
| ------- | ------------ | ---------------- | --------- | ------------ |
| 1953    | 1959         | Maxime Audebert  |           | Agriculteur  |
| 1959    | 1983         | Michel Augé      |           | Agriculteur  |
| 1983    | 1995         | Michel Herblot   |           | Agriculteur  |
| 1995    | 2014         | Claudine Chardon |           | Agricultrice |
| 2014    | 2025 (décès) | Gilles Augé      |           | Agriculteur  |

## Équipements et services

### Eau et assainissement
L’organisation de la distribution de l’eau potable, de la collecte et du traitement des eaux usées et pluviales relève des communes. La loi NOTRe de 2015 a accru le rôle des EPCI à fiscalité propre en leur transférant cette compétence. Ce transfert devait en principe être effectif au 1er janvier 2020, mais la loi Ferrand-Fesneau du 3 août 2018 a introduit la possibilité d’un report de ce transfert au 1er janvier 2026,.

#### Assainissement des eaux usées
En 2020, la commune de Guercheville gère le service d’assainissement collectif (collecte, transport et dépollution) en régie directe, c’est-à-dire avec ses propres personnels.
L’assainissement non collectif (ANC) désigne les installations individuelles de traitement des eaux domestiques qui ne sont pas desservies par un réseau public de collecte des eaux usées et qui doivent en conséquence traiter elles-mêmes leurs eaux usées avant de les rejeter dans le milieu naturel. La communauté d'agglomération Coulommiers Pays de Brie (CACPB) assure pour le compte de la commune le service public d'assainissement non collectif (SPANC), qui a pour mission de vérifier la bonne exécution des travaux de réalisation et de réhabilitation, ainsi que le bon fonctionnement et l’entretien des installations,.

#### Eau potable
En 2020, l'alimentation en eau potable est assurée par la commune qui gère le service en régie,.
Les nappes de Beauce et du Champigny sont classées en zone de répartition des eaux (ZRE), signifiant un déséquilibre entre les besoins en eau et la ressource disponible. Le changement climatique est susceptible d’aggraver ce déséquilibre. Ainsi afin de renforcer la garantie d’une distribution d’une eau de qualité en permanence sur le territoire du département, le troisième Plan départemental de l’eau signé, le 3 octobre 2017, contient un plan d’actions afin d’assurer avec priorisation la sécurisation de l’alimentation en eau potable des Seine-et-Marnais. A cette fin a été préparé et publié en décembre 2020 un schéma départemental d’alimentation en eau potable de secours dans lequel huit secteurs prioritaires sont définis. La commune fait partie du secteur Beauce.

## Population et société

### Démographie
L'évolution du nombre d'habitants est connue à travers les recensements de la population effectués dans la commune depuis 1793. Pour les communes de moins de 10 000 habitants, une enquête de recensement portant sur toute la population est réalisée tous les cinq ans, les populations de référence des années intermédiaires étant quant à elles estimées par interpolation ou extrapolation. Pour la commune, le premier recensement exhaustif entrant dans le cadre du nouveau dispositif a été réalisé en 2005.

En 2022, la commune comptait 272 habitants, en évolution de −0,73 % par rapport à 2016 (Seine-et-Marne : +3,92 %, France hors Mayotte : +2,11 %).
| 1793 | 1800 | 1806 | 1821 | 1831 | 1836 | 1841 | 1846 | 1851 |
| ---- | ---- | ---- | ---- | ---- | ---- | ---- | ---- | ---- |
| 320  | 267  | 304  | 319  | 360  | 370  | 403  | 401  | 386  |

| 1856 | 1861 | 1866 | 1872 | 1876 | 1881 | 1886 | 1891 | 1896 |
| ---- | ---- | ---- | ---- | ---- | ---- | ---- | ---- | ---- |
| 394  | 373  | 384  | 375  | 361  | 347  | 362  | 350  | 353  |

| 1901 | 1906 | 1911 | 1921 | 1926 | 1931 | 1936 | 1946 | 1954 |
| ---- | ---- | ---- | ---- | ---- | ---- | ---- | ---- | ---- |
| 326  | 297  | 280  | 278  | 280  | 257  | 227  | 228  | 200  |

| 1962 | 1968 | 1975 | 1982 | 1990 | 1999 | 2005 | 2006 | 2010 |
| ---- | ---- | ---- | ---- | ---- | ---- | ---- | ---- | ---- |
| 202  | 201  | 175  | 180  | 189  | 233  | 276  | 280  | 285  |

| 2015 | 2020 | 2022 | - | - | - | - | - | - |
| ---- | ---- | ---- | - | - | - | - | - | - |
| 277  | 265  | 272  | - | - | - | - | - | - |

### Événements
Le marché du terroir et de produits artisanaux se déroule tous les ans, le dimanche de Pentecôte. Il s'accompagne d'expositions, animations, spectacles des ateliers théâtre…

### Enseignement
Guercheville dispose d'une école maternelle située 33 rue Grande. Cet établissement public, inscrit sous le code UAI (Unité administrative immatriculée) : 0770122P, comprend 43 élèves  (chiffre du Ministère de l'Éducation nationale). Il dispose d’un restaurant scolaire.
La commune dépend de l'Académie de Créteil ; pour le calendrier des vacances scolaires, Guercheville est en zone C.

## Économie

### Revenus de la population et fiscalité
En 2017, le nombre de ménages fiscaux de la commune était de 106, représentant 281 personnes et la  médiane du revenu disponible par unité de consommation  de 25 280 euros.

### Emploi
En 2017 , le nombre total d’emplois dans la zone était de 49, occupant 127 actifs  résidants.
Le taux d'activité de la population (actifs ayant un emploi) âgée de 15 à 64 ans s'élevait à 67,7 % contre un taux de chômage de 4,2 %.
Les 28 % d’inactifs se répartissent de la façon suivante : 10,1 % d’étudiants et stagiaires non rémunérés, 9 % de retraités ou préretraités et 9 % pour les autres inactifs.

### Entreprises et commerces
En 2015, le nombre d'établissements actifs était de 28 dont 7 dans l'agriculture-sylviculture-pêche, 2 dans l’industrie, 3 dans la construction, 13 dans le commerce-transports-services divers et 3  étaient relatifs au secteur administratif.
Ces établissements ont pourvu 32 postes salariés.

### Le Village-Pilote
On a appelé ainsi l'importante opération de modernisation des équipements communaux, des exploitations agricoles et des habitations qui s'est déroulée dans les années 1960.
Le village ne comptait plus que 200 habitants en 1962 alors qu'il y en avait eu 280 en 1926 et plus de 400 au milieu du XIXe siècle. Comme partout, la population rurale préférait déserter la campagne pour chercher en ville une vie meilleure et plus confortable.
Les exploitations agricoles, principales sources de revenus de la commune, étaient de dimensions moyennes, de rentabilité insuffisante ; les habitations étaient, pour la plupart, vétustes et mal entretenues.
À cette époque, EDF commençait à développer sur une grande échelle l'opération "ferme-pilote" consistant à encourager la rénovation de l'habitat rural.
En 1959, un premier agriculteur fit appel au service agricole d'EDF et au Génie Rural pour moderniser son exploitation ; il fut rapidement suivi par trois autres agriculteurs. Cette opération de rajeunissement rural conduisait, toutefois, à un contraste avec la vétusté des structures communales.
Le 15 février 1963, le maire de Guercheville saisissait par courrier les différents services de l'État et du département pour « proposer d'entreprendre une action générale en faveur de la rénovation du village et faire de celui-ci un véritable "Village-Pilote" ».
Le programme de l'opération, dont le coût s'élevait à 450 000 francs, était le suivant :
- amélioration du réseau d'eau potable et création d'une citerne à incendie,
- réfection totale de la voirie et des trottoirs,
- renforcement du réseau de distribution publique d'électricité,
- création d'une installation d'éclairage public moderne,
- aménagements paysagers des trottoirs,
- rénovation des logements et des bâtiments communaux,
- achèvement de la modernisation des exploitations agricoles.

Les habitants du village s'associèrent avec enthousiasme à l'opération en assurant par leurs propres moyens certains travaux comme le creusement des tranchées.
L'inauguration eut lieu en septembre 1966 en présence de nombreuses personnalités.

### Secteurs d'activité

#### Agriculture
Guercheville est dans la petite région agricole dénommée le « Gâtinais », à l'extrême sud-ouest du département, s'étendant sur un large territoire entre la Seine et la Loire sur les départements du Loiret, de Seine-et-Marne, de l'Essonne et de l'Yonne. En 2010, l'orientation technico-économique de l'agriculture sur la commune est diverses cultures (hors céréales et oléoprotéagineux, fleurs et fruits).
Si la productivité agricole de la Seine-et-Marne se situe dans le peloton de tête des départements français, le département enregistre un double phénomène de disparition des terres cultivables (près de 2 000 ha par an dans les années 1980, moins dans les années 2000) et de réduction d'environ 30 % du nombre d'agriculteurs dans les années 2010. Cette tendance se retrouve au niveau de la commune où le nombre d’exploitations est passé de 19 en 1988 à 9 en 2010. Parallèlement, la taille de ces exploitations augmente, passant de 60 ha en 1988 à 144 ha en 2010.
Le tableau ci-dessous présente les principales caractéristiques des exploitations agricoles de Guercheville, observées sur une période de 22 ans : 
|                                      | 1988  | 2000 | 2010  |
| ------------------------------------ | ----- | ---- | ----- |
| Dimension économique,                |       |      |       |
| Nombre d’exploitations (u)           | 19    | 9    | 9     |
| Travail (UTA)                        | 32    | 13   | 13    |
| Surface agricole utilisée (ha)       | 1 147 | 991  | 1 292 |
| Cultures                             |       |      |       |
| Terres labourables (ha)              | 1 146 | 988  | 1 278 |
| Céréales (ha)                        | 766   | 653  | 799   |
| dont blé tendre (ha)                 | 442   | 378  | s     |
| dont maïs-grain et maïs-semence (ha) | s     | s    |       |
| Tournesol (ha)                       | 70    |      | s     |
| Colza et navette (ha)                | 0     | 31   | 77    |
| Élevage                              |       |      |       |
| Cheptel (UGBTA)                      | 59    | 91   | 83    |

## Culture locale et patrimoine

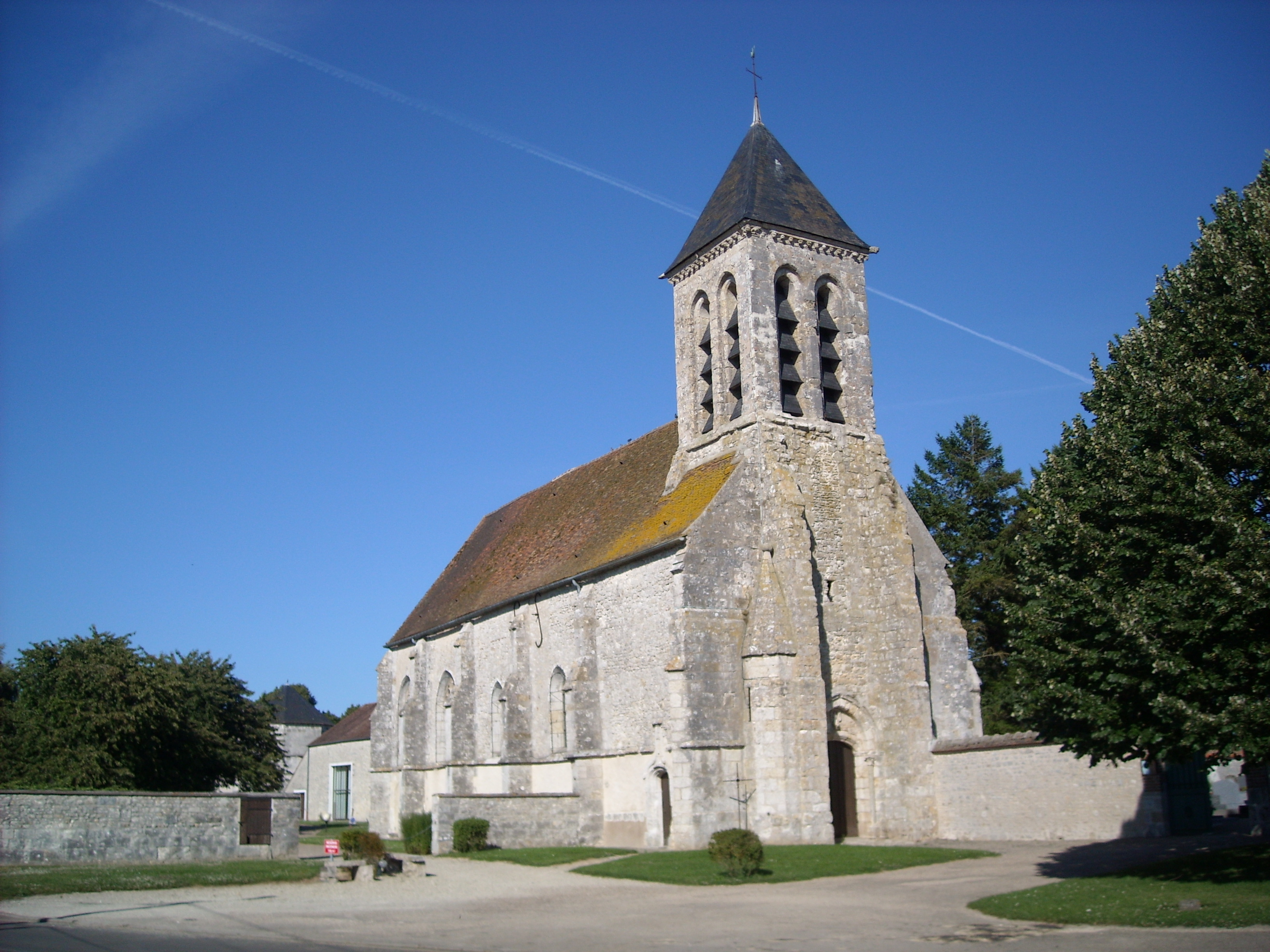
L'église Notre-Dame-de-l'Assomption.

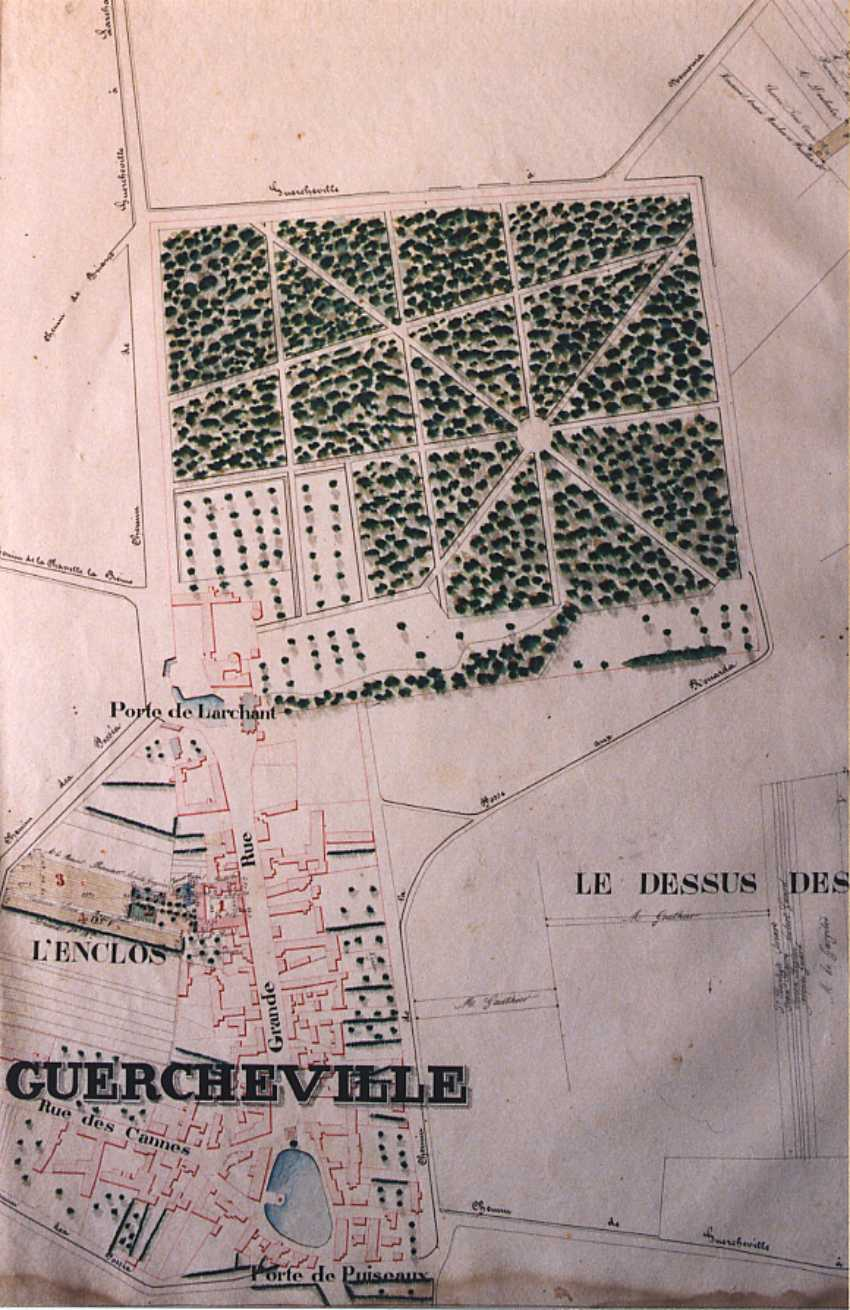
Le parc du château (plan cadastral de 1839).

### Lieux et monuments
- L'église Notre-Dame-de-l'Assomption  Classé MH (1947)[67] est constituée de deux parties distinctes. Le clocher et la première partie de la nef datent du XIIIe siècle, ce sont les vestiges de la chapelle de l'ancien château. Pendant la guerre de Cent Ans, l'église est tombée en ruine et le village abandonné ; vers le début du XVIe siècle, elle a été reconstruite et agrandie.

Une restauration des peintures murales effectuée entre 1982 et 1984 a permis de mettre au jour des fresques sur le mur nord de la nef. Quatre scènes sont figurées : saint Michel pesant les âmes, saint Louis, Adam et Ève et saint Michel terrassant le dragon.
Une sculpture représentant le Père Éternel était fixée à la voûte du chœur ; après en être tombée à la fin du XIXe siècle, elle est désormais déposée au musée de Nemours.
- Il ne reste du château de Guercheville que le colombier. On trouve une description du château (avec donjon, fossés, pont-levis…) et de ses dépendances dans l'aveu[68] que Marie de Montchenu rend au roi en 1549, après l'acquisition de la seigneurie. L'ensemble était situé près de l'église et clos de murailles. Sa fille, Madame de Guercheville, y fait à plusieurs reprises des travaux de réparation, et reconstruit entièrement le colombier en 1627.

Le plan cadastral de 1839 fait apparaître un parc boisé au nord-est du château.
C'est à partir de 1850 que le château commença à être démoli et le parc déboisé, mais la partie du territoire qu'occupait ce dernier s'appelle encore le Parc aujourd'hui.

### Personnalités liées à la commune
- Antoinette de Pons[69], comtesse de La Roche-Guyon et marquise de Guercheville (vers 1560-16 janvier 1632) fut dame d'honneur de Marie de Médicis. Elle épousa Henri de Silly, comte de La Roche-Guyon, qui meurt en 1586. Henri IV en devint éperdument amoureux, mais elle ne céda pas à ses avances et épousa en secondes noces Charles du Plessis-Liancourt. 
  Antoinette est restée dans les mémoires comme pieuse et vertueuse, et d'une grande beauté.
 Elle portait une grande attention aux jésuites des colonies françaises d'Amérique et contribua notamment au financement et à la fondation de la colonie de l'île des Monts Déserts, dans le Maine actuel. Cette colonie fut néanmoins détruite par les Anglais, prétextant un non-respect des limites territoriales françaises.
- Raymond Pochon (1925-2000) qui fut conseiller général du canton de La Chapelle-la-Reine pendant 30 ans, de 1964 à 1994, et maire de Boissy-aux-Cailles de 1965 à 1992 y est né et y passa sa jeunesse.